# Игумновит
Игумновит (igumnovite) — минерал антропогенного происхождения, хлоросиликат кальция и алюминия состава Ca3Al2(SiO4)2Cl4. Cl-аналог гибшита. Не утверждён комиссией по новым минералам ММА в качестве минерального вида.
Установлен Б.В. Чесноковым в образцах, собранных им совместно с С. В. Ефремовым на горелом терриконе шахты 45 (Копейск) летом 1986 года. Название дано в память известного уральского минералога Александра Николаевича Игумнова.